# Quercus shingjenensis
Quercus shingjenensis är en bokväxtart som beskrevs av Yong Tian Chang. Quercus shingjenensis ingår i släktet ekar, och familjen bokväxter. Inga underarter finns listade i Catalogue of Life.